# Barathrum: V.I.T.R.I.O.L.
Barathrum: V.I.T.R.I.O.L. är det första fullängds studioalbumet av Absu, utgivet 1993 av skivbolaget Gothic Records.

## Låtlista
1. "An Involution of Thorns" – 3:08
2. "Descent to Acheron (Evolving into the Progression of Woe)" – 4:33
3. "An Equinox of Fathomless Disheartenment" – 3:13
4. "The Thrice Is Greatest to Ninnigal" – 5:00
5. "Infinite and Profane Thrones" – 6:20
6. "Fantasizing to the Third of the Pagan Vision (Quoth the Sky, Nevermore) Act II" – 5:27
7. "An Evolution of Horns" – 3:09

- Text: Emperor Proscriptor Magikus (spår 1–7), Lord Equitant Alastor (spår 2, 5)
- Musik: Absu

## Medverkande
Musiker (Absu-medlemmar)
- Lord Equitant Alastor (Raymond Dillard Heflin) – basgitarr, effekter
- Shaftiel (Mike Kelly) – gitarr, sång
- Daviel Athron Mysticia (Dave Ward) – gitarr
- Emperor Proscriptor Magikus (Russ R. Givens) – trummor, sång
- Black Massith (Brian Artwick) – keyboard, sampling

Produktion
- Daniel Brown – ljudtekniker, mastering
- Brian McCurry – ljudtekniker
- Equitant Ifernain (Raymond Dillard Heflin) – omslagskonst, logo
- Timothy Phillips – omslagskonst
- James Bland – foto